# Matriz de decisión
Una matriz de decisión es la organización en filas y columnas de los valores de determinadas características de varias opciones entre las cuales se pretende decidir. Por ejemplo, se quiere otorgar una beca a uno de 3 estudiantes. Los criterios (características) son sus notas (de 0 a 10) en Física y Matemáticas. 
|              | Física | Matemáticas |
| ------------ | ------ | ----------- |
| Estudiante 1 | 7      | 9           |
| Estudiante 2 | 8      | 9           |
| Estudiante 3 | 8      | 8           |

Este tipo de matriz es útil para manejar grandes conjuntos de factores de decisión y, si cada factor se pondera por importancia, evaluar la relevancia  de cada factor.

## Análisis de decisiones por múltiples criterios
La matriz de decisión es una herramienta para tratar (y representar) problemas de decisión dependiente de múltiples criterios (MCDA por sus siglas en inglés). En estos problemas hay M opciones y cada una necesita ser evaluada en N criterios (en el ejemplo de los estudiantes M = 3 y N = 2). El problema puede describirse por una matriz de decisión de M filas y N columnas, como se muestra en la siguiente tabla. Cada elemento xij, con i variando de 1 a M y j variando de 1 a N, es un número o una apreciación (por ejemploː bueno, regular, malo) que representa el valor del criterio j para la opción i. 
|          | Criterio 1 | Criterio 2 | . . .      | Criterio N |
| -------- | ---------- | ---------- | ---------- | ---------- |
| Opción 1 | x11        | x12        | . . .      | x1N        |
| Opción 2 | x21        | x22        | . . .      | x2N        |
| . . .    | . . .      | . . .      | xij =Buena | . . .      |
| Opción M | xM1        | xM2        | . . .      | xMN        |

Por ejemplo, un comprador quiere elegir entre 3 modelos de coches (M = 3). Si la opción i es "automóvil i", el criterio j es "calidad del motor", evaluado mediante 5 grados {Excelente, Buena, Promedio, Inferior al promedio, Pobre}, y la calidad del motor del automóvil i se califica como buena, entonces xij = Buena. Estos grados cualitativos pueden sustituirse por puntuaciones numéricas, por ejemplo del 1 al 5. Luego pueden sumarse las puntuaciones que obtiene cada uno de los 3 automóviles en cada criterio para mostrar el que resulta globalmente más ventajoso.

## Matriz de decisión de creencias
Una matriz de decisión de creencias es un tipo de matriz de decisión que se utiliza para el enfoque de razonamiento probatorio. En este tipo de problema, cada elemento de la matriz, en lugar de ser un valor numérico único o una calificación única, es una distribución de creencias o grados de certidumbre.
Veamos, con el ejemplo anterior, cómo sería una matriz de decisión de creencias. La opción i es "automóvil i ", el criterio j es "calidad del motor" y se evalúa mediante los mismos 5 grados. Pero ahora no mediante un solo valor, sino con un grado de certidumbre para cada valor. Si antes xij = Buena, ahora, en una notación donde solo se muestran los valores mayores que 0, xij ={(Excelente, 0,6), (Buena, 0,4)}
|          | Criterio 1 | Criterio 2 | . . .                                 | Criterio N |
| -------- | ---------- | ---------- | ------------------------------------- | ---------- |
| Opción 1 | x11        | x12        | . . .                                 | x1N        |
| Opción 2 | x21        | x22        | . . .                                 | x2N        |
| . . .    | . . .      | . . .      | xij ={(Excelente, 0,6), (Buena, 0,4)} | . . .      |
| Opción M | xM1        | xM2        | . . .                                 | xMN        |

En otra notación donde se muestran todos los valores xij ={(Excelente, 0,6), (Buena, 0,4), (Promedio, 0), (Por debajo del promedio, 0), (Pobre, 0)}. Es decir, cada elemento de una matriz de decisión de creencias es un vector (en el sentido matemático).
Una matriz de decisión convencional es un caso especial de matriz de decisión de creencias en la que solo un grado de certidumbre en una estructura de certidumbre es 1 y los demás son 0.